# Inglange
Inglange (Duits: Inglingen)  is een gemeente in het Franse departement Moselle (regio Grand Est) en telt 348 inwoners (2005). De gemeente maakt deel uit van het arrondissement Thionville.

## Geografie
De oppervlakte van Inglange bedraagt 5,8 km², de bevolkingsdichtheid is 60,0 inwoners per km².
De onderstaande kaart toont de ligging van Inglange met de belangrijkste infrastructuur en aangrenzende gemeenten.

## Demografie
Onderstaande figuur toont het verloop van het inwonertal (bron: INSEE-tellingen).